# サイコメ
『サイコメ』は、水城水城による日本のライトノベル。イラストは生煮えが担当している。第14回エンターブレインえんため大賞小説部門優秀賞受賞作（受賞時のタイトルは「サイコメ　―PSYCHO&LOVE COMEDY―」）。ファミ通文庫（エンターブレイン→KADOKAWA）より2013年2月から2014年11月まで刊行された。サイコメは「サイコ・ラブコメディ」の略称である。

## あらすじ
未成年の殺人鬼が集められる学校、プルガトリウム更生学院。ごく普通の一般人である神谷京輔は12人殺しの冤罪を着せられ、そこに強制入学させられてしまう。生徒は全員殺人鬼という異常な環境の中、クラストップの殺害人数を誇る京輔は皆の注目を浴び、様々な殺人鬼からアプローチを受ける。たとえ相手が美少女だろうと、人殺しでは嬉しくもない。個性豊かな殺人鬼たちに囲まれ、京輔の波乱に満ちた学院生活がはじまる。

## 登場人物
※ 演は舞台作品キャスト

### 主要人物
神谷 京輔 (かみや きょうすけ)
演 - 長江崚行
本作の主人公。1年A組。殺害人数は0人。外見も成績も運動神経も人並みで、趣味はゲームと音楽鑑賞という「普通」の15歳の少年。だが妹を守ろうと戦ううちにケンカの腕が鍛えられ《虐殺王（スレイヤー）》や《百万人殺し（メガデス）》などと呼ばれるようになってしまった。
殺人鬼がひしめく学院内においてもその実力は健在であり「十二人の男を鈍器で皆殺しにした殺人鬼」として注目されると同時に、恐れられている。
しかし、実際はただの冤罪。誰も殺さず誰にも殺されずに三年間を耐え抜き、学院を卒業することが目標。筋金入りのシスコンである。
氷河 煉子 (ひかわ れんこ)
演 - 飛鳥凛
本作のメインヒロイン。1年B組。ガスマスクに巨乳の16歳。Gカップ。禍々しい外見とは裏腹に、明るく無邪気な女の子。片想い中の京輔に自分のことを好きになってもらおうと、過剰なスキンシップや色仕掛けでアプローチする。素顔は絶世の美少女なのだが、食事中でもマスクを外すことはなく、自前のゼリー飲料をストローで摂取している。また、常にヘッドホンをして音楽を聴いている。
その正体は「人を殺す」ためだけに作られた存在《殺害機関（マーダー・メイド）》。人間離れした身体能力を誇る。感情全てが「殺す」行為に繋がってしまうため、普段はガスマスクの形をした《安全装置（リミッター）》で殺害衝動を抑えている。殺害人数は3桁以上。京輔を自分に惚れさせ、殺すことが目標。
両腕には髑髏のトライバル・タトゥーがびっしりと刻まれており、好きな音楽はデスメタルやハードコア・パンク。《GMK48》という48人組のカオティック・デスエレクトロニコアバンドでボーカルを務める。また、林監学校（りんかんがっこう）では「GMK」の名で軽快なギャングスタ・ラップとヒューマンビートボックスを披露し、クラスメイトと《ファッキン・パーク》なる音楽ユニットを組んだ。《殺人器（さつじんき）》。

### 1年A組
紅羽 鋭利 (あかばね えいり)
演 - 船岡咲
もう一人のメインヒロイン。15歳。殺害人数は6人。美脚が眩しいスレンダーな美少女。目つきが悪く、恐ろしい教師やクラスメイトに対してもかったるそうな態度は変わらない。授業中でも構わずネイルをいじくり、退屈そうにあくびしている。口癖は「別に」と「死ねばいい」。
実家は暗殺の名門であり、鋭利自身も凄腕の暗殺者なのだが、人を殺すことができないという致命的な欠陥を抱える。実は1人も殺していない。それゆえ異名は《赤錆爪の処女（ラスティ・ネイル）》。ネイルの先には超極薄の日本刀・扁爪刀《朱裂（すざく）》が仕込まれている。
本人は無自覚なのだが、少女趣味であざとい部分が多々あり「プー太郎」と名付けられた巨大なクマのぬいぐるみがないと良く眠れない。料理が壊滅的に下手。頭も悪く、期末試験は32人中31位という散々な結果に終わってしまった。また、自身が貧乳であることにコンプレックスを持っているようで、煉子とは犬猿の仲。事あるごとに衝突し、舌戦を繰り広げている。《殺人忌（さつじんき）》。
五十嵐 舞那 (いがらし まいな)
演 - 永吉明日香
14歳。殺害人数は3人。小動物を思わせる女の子。教師やクラスメイトに怯えきっており、動揺するとセリフを噛みまくる。
ドジで他人を殺してしまう、荒唐無稽な無差別殺人犯であり、本人の意思とは無関係に破壊をまき散らす《災悪のドジっ娘（ブラック・パンドラ）》。料理の腕もすさまじく、ショック死さえ引き起こす劇物を生み出す。なぜそんなものができあがるのかは不明。《殺人奇（さつじんき）》。
モヒカン
演 - 田中稔彦
本名は逆神闘真（さかがみとうま）。15歳。殺害人数は4人。真紅のモヒカンヘアーにピアスだらけの凶悪な面、世紀末にでもいそうな外見をした男子生徒。頭のねじが飛んでおり、担任教師の久瑠宮にケンカを売っては幾度となく返り討ちに遭い、半殺しにされている。不屈のドM。
早乙女 紳士(さおとめ しんじ)
演 - 伊阪達也
殺害人数は2人で、両方とも女性。絞殺魔の屍姦愛好者。優しげな雰囲気を漂わせている美少年だが狡猾で残忍、仲間の殺人鬼と結託して京輔を罠に嵌め、殺そうとした。クラスメイトの宇佐見や大野木などと一緒に行動していることが多く、グループ内ではリーダー的な存在。《和製テッド・バンディ》を自称する。
宇佐見 影郎(うさみ かげろう)
演 - 赤間直哉
殺害人数は1人。得体の知れない猫背の少年。「ヒヒヒ」と不気味に笑いながら女子生徒のスカートを覗こうとするなど、変態的な行動を取る。
大野木 荒太(おおのぎ あらた)
演 - 田中彪
殺害人数は2人。男女カップルをナイフでズタズタにした。ドレッドヘアーに浅黒い肌、サングラスがトレードマーク。
友永 友美(ともなが ともみ)
殺害人数は1人。「ありえんてぃー」や「チョガンブ」などのギャル語を多用する、ケバケバしい女子生徒。入学前、動画サイトの生放送中に同級生を刺殺し、世間を大いに騒がせた。早乙女紳士と付き合っている。
久瑠宮 聖(くるみや ひじり)
演 - 梅田悠
1年A組の担任。クリクリした愛らしい瞳に舌っ足らずなロリータボイス。小柄な身体にブランド物のスーツをまとう、20代の女性。サディスティックな罵詈雑言と鉄パイプによる暴力で殺人犯を調教し、徹底的にいたぶり尽くす。口癖は「死にさらせ」。勝負下着はクマさんぱんつ。
超一流の殺し屋であり、裏社会では《蹂躙聖女（ベロウズ・マリア）》と呼ばれている有名人。だが、近頃はモヒカンに手を焼かされている。
神谷 綾花（かみや あやか）
演 - 阿部かれん
京輔の実の妹。13歳。仕事で留守がちの両親に代わり神谷家の家事全般をこなしているしっかり者で、京輔は頭があがらない。無邪気だが、腹黒い。
重度のブラコンであり、いなくなった京輔の後を追うようにして殺人を決行。何者かに贈られた「12番口径9連発ブローニング猟銃」を準備して授業中の教室に乗り込み、中学校のクラスメイトを片っ端から撃ち殺そうとした。
幸い未遂に終わったのだが、久瑠宮の思惑によりプルガトリウム更生学院に入学。最愛の兄・京輔と再会を果たした。《殺人希（さつじんき）》。

### 1年B組
ボブ
演 - 柏崎桃子
縦にも横にも大きい巨女。いかつい外見とは裏腹に仕草は可愛らしく、曲者ぞろいの学院では珍しい常識人の女の子。京輔に告白して断られ、取り乱して大暴れして以来「京輔に合わせる顔がない」という理由で小麦袋を被っている。本名不明。
魔境院 喰餓（まきょういん くうが）
演 - 小栗諒
ある少年の身体を依り代として《零世界（グラウンド・ゼロ）》より現世に顕現した存在、という設定の中二病殺人鬼。黒い包帯が巻かれている左腕には《片翼の死天使（アズリエル）》なる存在が封じられており何かにつけて力が暴走する、という演技をしている。本名は鈴木道郎（すずきみちろう）。
安藤 千尋（あんどう ちひろ）
演 - 最上みゆう
14歳。殺害人数は3人。発達した八重歯と血走った目が特徴的な、人肉食系女子。カニバリズムの食いしん坊で、いつもお腹を空かせている。京輔やミチローに隙あらば食いつこうとし、ボブによって止められている。
毒島 霧都（ぶすじま きりと）
1年B組の担任。外見は冴えない中年男性だが、身体中に飼っている毒性生物を使役する毒物使い。《猛毒禍劇（ヴェノム・オペラ）》の異名を誇る。

### 3年A組
紗魔夜 沙姫（しゃまや さき）
プルガトリウム更生学院・風紀委員長。17歳。最高級のビスクドールを思わせる美少女だが、多種多様な殺害方法で、学院最多の21人を殺した連続猟奇殺人犯。《愛殺家（キリング・マニア）》。久瑠宮の調教により更生し、今は心を入れ替えている……らしい。
日常会話だけでなく叫び声にまで「ですの」や「ですわ」といった語尾がつく。風紀委員長にそぐわぬシモネタ発言が多く、不遇な扱いを受けることも多いが、学院内ではアイドル的な存在。ファンクラブも存在している。名前の由来はメタルバンド、オーテップのオーテップ・シャマヤ。《殺人姫（さつじんき）》。
五槍 闇慈（ごそう あんじ）
風紀委員のメンバー。暴走族《混沌の軍勢（ケイオス・リージョンズ）》の元レディース総長。他チームとの抗争中、やりすぎて4人を撲殺・轢殺してしまった。ケンカで磨いた腕っ節の強さは確かだが、頭が弱く気も弱い。そのくせ極度の見栄っ張りであるため、いつも大仰かつ尊大な態度を取っている。舞那ほどではないもののドジっ娘。《殺人総長（アーチ・エネミー）》の異名で呼ばれる《殺人毅（さつじんき）》。
美槌 美裕（みづち みひろ）
3年A組の担任。風紀委員の顧問も務める、お淑やかな女性。学院一優しく学院一恐ろしい。《絶対猟域（アウトレンジ・アウトレイジ）》の異名を誇る、正確無比な狙撃手である。

### 3年B組
綺里雨 貴哉（きりう たかや）
風紀委員の副委員長。自分が信じる正義に従い、悪徒の命を奪った連続殺人犯。自ら「悪」と断じた者には容赦のない裁きを与える。6人の男女を暴行した後、硫酸風呂に放り込んでいた。《敬虔なる断罪者（アンダー・オース）》の異名で呼ばれる《殺人貴（さつじんき）》。
黒城 冥（くろき めい）
風紀委員のメンバー。他人に共感することができない《心無し（ハートレス）》。相手の気持ちが一切わからないため、どんな所業も平然とこなせる。殺害人数こそ1人だが、その方法は「被害者の肉・内臓を被害者自身に食べさせる」という陰惨極まりないもの。《殺人妃（さつじんき）》。
網走 亜門（あばしり あもん）
殺害人数は元々はナルシストの美少年だったらしいが大火傷を負い、醜い顔になってしまったことで発狂。街で美男子を見かけるたびに尾行して殺害し、顔の皮を剥いでは持ち帰って被る、連続猟奇殺人犯に成り果ててしまった。《顔剥ぎ》あるいは《顔無し（フェイスレス）》と呼ばれる《殺人飢（さつじんき）》。
有栖川 栗栖（ありすがわ くりす）
《悪夢の殺人劇場（ナイトメア・シアター）》と題し、日本の警察・メディア・一般人を登場人物（キャスト）に仕立てて5人殺した、劇場型の連続殺人犯。「大通りに屍体のオブジェを飾る」など、ショッキングでセンセーショナルな殺害方法を好んだ。学院屈指の問題児であり、教師や風紀委員に目をつけられている。《可愛いけど頭沸いてる（プリティー・ファッキング・シック）》な《殺人輝（さつじんき）》。体育祭では実況を担当。
グレイマン
3年B組の担任。《月黄泉狂（ムーン・マニアック）》の異名を持つ、最古参の老教師。素性も経歴も正体も得物も、何一つわからない。

### 2年A組
八崎 鷹元（やつざき たかもと）
兄弟3人で合計8人の男女を殺した連続通り魔殺人犯《八つ裂きジャック》の長男。中肉中背。1人ではなく3人一緒に寄ってたかって殺害することで、犯行時間を大幅に短縮させていた。《殺人切（さつじんき）》。
八崎 元遥（やつざき もとはる）
《八つ裂きジャック》の次男。長身巨躯。他の兄弟たちと同様ナイフの扱いに秀でており、兄弟3人が協力すれば大人1人を解体するのに1分かからない。
八崎 鷹景（やつざき たかかげ）
《八つ裂きジャック》の三男。短身痩躯。兄弟たちが口元に巻いたドクロスカーフは「肉を綺麗に削ぎ落として殺す」という意思表示の現れ。
薔薇園 ダリア（ばらぞの ダリア）
2年A組の担任。オネエ口調の艶男。鞭のような形状の剣を操る《千片万華（カレイド・ブレイド）》。

### 2年B組
田中・ジェヴォーダン・春代（たなか・ジェヴォーダン・はるよ）
ジェヴォーダンの獣をモチーフにしたきぐるみ姿の女子生徒。正体不明の《殺人着（さつじんき）》。カタカナと漢字だけの古めかしい口調でしゃべる。学院内では屈指の戦闘能力を誇ると言われ、二年最強だと謳われている。殺害人数は学院外で7人と学院内で1人。素顔を目撃した者を決して許さず、見れば惨殺されてしまう。異名は《颶風孕みの狂獣（ベイル・オブ・ゲイル）》。身体の外側ではなく内側にダメージを与える《暗殺拳》を会得している。
六車 獅童（むぐるま しどう）
2年B組の担任。小太りの中年男性。《鉄拳凄砕（ブレイク・ファースト）》の異名を取る《暗殺拳》の達人であり、春代の師匠。

### 紅羽家
紅羽 神楽（あかばね かぐら）
紅羽本家の次女。13歳。暗殺者として類稀なる才能を持ちながら人を殺すことができない姉・鋭利のことを見下し、軽蔑している。盆休みに鋭利が実家へ帰ったときには顔を合わせるなり斬りかかり、本気で殺そうとした。暗器は鉄扇刀《紅雀（くじゃく）》。同年代の綾花とは、初めて出会ったときから不仲でケンカが絶えない。
紅羽 刃更（あかばね ばさら）
紅羽本家の長男。18歳。二言目には女を口説くチャラ男だが、暗殺者としての腕は一流。《夜断烏（やたがらす）》や《振羅鳴弧（フラミンゴ）》など、衣服の下に多様な暗器を潜ませている。
紅羽 芙蓉（あかばね ふよう）
紅羽本家の第29代当主。鋭利の母親。悠然とした物腰の、大人の色香漂う女性。超極細の日本刀・鋼糸刀《糸繰絡（しじゅうから）》を意のままに操り、ターゲットを一瞬でバラバラの肉片に変えてしまう。紅羽本家の当主に恥じぬ、超一流の暗殺者。異名は《絡繰婦の血籠（クリムゾン・クレイドル）》。
紅羽 繚（あかばね りょう）
紅羽本家の三男。双子の兄で、歳は9歳。黒いハサミの断裁刀《黒叉斬（くろさぎ）》を持つ。
紅羽 乱（あかばね らん）
紅羽本家の三女。双子の妹で、歳は9歳。白いハサミの断裁刀《白叉斬（しろさぎ）》を持つ。
紅羽 雅人（あかばね まさと）
鋭利の父親。六年前、正体不明の殺し屋によって殺害される。婿養子に来る前は用心棒の仕事をしており、京輔の父親・神谷直樹とは同業者で親友だった。

### 学院関係者
氷河 零子（ひかわ れいこ）
煉子の生みの親である、裏社会の科学者。20代。煉子がそのまま成長し、大人になったような外見をしている。Jカップ。その頭脳は極めて優秀。だが性格面では子供っぽくわがままな節があり、娘に対する独占欲と嫉妬心から、京輔のことを激しく敵視する。久瑠宮とは親友同士。久瑠宮いわく処女らしい。
檻伽 真紀奈（おりが まきな）
プルガトリウム更生学院の理事長。男の娘。何重もの鉄扉で守られた、地下の理事長室に引きこもっている。卑怯で残虐。
《天獄機甲（モービッド・エンジェル）》と呼ばれる殺し屋であり、堅牢な「鎧」の中に様々な暗器を隠し持っている。その中のひとつである刀は6年前、鋭利の父親・紅羽雅人を殺して奪い取ったもの。

### その他
氷河 煉児（ひかわ れんじ）
人殺しのため作り出された《狂気趣味的激烈殺害集団（マーダラーズ・マーダーズ）》の第48号。第17号の煉子にとっては弟のような存在。象牙色のガスマスクを被った偉丈夫で、その身体能力は姉の煉子を遥かに凌ぐ。《殺戮機関（スローター・メイド）》。
実年齢はまだ1歳にも達しておらず、そのためほとんど言葉をしゃべることができない。しかし高い学習能力を持ち、マッサージやカポエイラなど様々な分野の技術を身につけている。《殺人機（さつじんき）》。
神谷 直樹（かみや なおき）
京輔と綾花の父親。表社会の人間かと思われていたが、夫婦そろって裏社会で用心棒をしていたことが明らかに。
神谷 早苗（かみや さなえ）
京輔と綾花の母親。夫である直樹とは今でもラブラブである。

## 用語
プルガトリウム更生学院
未成年の殺人犯を集めて再教育し、真っ当にして社会に戻す再教育施設。殺人犯の歪んだ性根を叩き直して矯正し、綺麗に更生させるため、教師も肉体・精神ともに強靭な人材が選りすぐられている。
その実態は殺人犯を鍛え上げ、プロの「殺し屋」として裏社会に送り出す、殺し屋の専門学校。

## 既刊一覧
- 鬼火あられ（著）・ちり（イラスト）、エンターブレイン→KADOKAWA〈ファミ通文庫〉、全7巻
  - 『サイコメ 1 殺人鬼と死春期を』、2013年2月28日発売[7]、ISBN 978-4-04-728729-7
  - 『サイコメ 2 殺人姫と林監学校』、2013年4月30日発売[8]、ISBN 978-4-04-728853-9
  - 『サイコメ 3 殺人希と期末死験』、2013年8月30日発売[9]、ISBN 978-4-04-729096-9
  - 『サイコメ 4 殺人忌と裏盆会を』、2013年12月26日発売[10]、ISBN 978-4-04-729323-6
  - 『サイコメ 5 殺人機と体育災を』、2014年4月28日発売[11]、ISBN 978-4-04-729597-1
  - 『サイコメ 6 殺人器と遭死相愛』、2014年8月30日発売[12]、ISBN 978-4-04-729862-0
  - 『サイコメ UNPLAGUED OMNIBUS』、2014年11月29日発売[13]、ISBN 978-4-04-730054-5

## 舞台
『サイコメ；ステージ』のタイトルで舞台化され、2016年3月2日から6日まで新宿村LIVEで上演された。脚本は原作者でもある水城水城が担当。
ストーリーのエンディングは、原作ストーリーと舞台版のオリジナル設定の2つが用意される。

### スタッフ
- 原作・脚本：水城水城[15]
- 演出：高島紀彦[15]
- 総合演出：まつだ壱岱[15]

## その他
コロプラの『クイズRPG 魔法使いと黒猫のウィズ』において、2013年11月8日から同年11月11日まで「ファミ通文庫」とコラボレーションしたクイズトーナメントイベント「ファミ通文庫の魔道杯」が開催され、『犬とハサミは使いよう』・『覇剣の皇姫アルティーナ』・『サイコメ』の3作品のキャラクター達が登場した。トーナメントを勝ち抜くと、各キャラクターのイベント限定オリジナルレアカードを入手できた。